# Flin Flon Bombers
Die Flin Flon Bombers sind eine kanadische Eishockeymannschaft in Flin Flon, Manitoba, die in der Saskatchewan Junior Hockey League spielt. Das Team spielte von 1967 bis 1978 in einer der drei höchsten kanadischen Junioren-Eishockeyligen, der Western Hockey League (WHL).

## Geschichte
Die Flin Flon Bombers, die 1927 gegründet wurden, spielten von 1951 bis 1966 in der Saskatchewan Junior Hockey League, deren Meisterschaft sie in diesem Zeitraum sechs Mal gewannen (1952, 1953, 1954, 1956, 1957, 1960). Zudem setzte sich die Mannschaft 1957 im Finalturnier um den Memorial Cup gegen die Ottawa Junior Canadiens durch. Für die Saison 1966/67 wechselten die Bombers in die Manitoba Junior Hockey League, deren Meisterschaft sie in diesem Jahr ebenfalls gewannen. Anschließend wurde Flin Flon als Expansions-Franchise in die ein Jahr zuvor gegründete kanadische Top-Juniorenliga Western Hockey League aufgenommen. Gleich in ihrer ersten Spielzeit in der WHL erreichten sie das Finale um den Ed Chynoweth Cup, in dem sie in der Best-of-Seven-Serie den Estevan Bruins mit vier Niederlagen bei einem Unentschieden unterlagen. In den folgenden drei Jahren stand die Mannschaft aus Manitoba drei Mal in Folge gegen die Edmonton Oil Kings im Finale, die sie 1969 und 1970 schlugen und denen sie in der Saison 1970/71 mit vier Niederlagen bei einem Unentschieden und einem Sieg unterlagen.
Im Sommer 1978 wurden die Rechte am WHL-Franchise an die Edmonton Oil Kings verkauft und die Flin Flon Bombers wechselten in die Northern Manitoba Junior Hockey League, in der sie bis 1984 spielten. Anschließend wurde das Franchise kurzfristig in das benachbarte Creighton, Saskatchewan, umgesiedelt und in Creighton Bombers umbenannt, um am Spielbetrieb der Saskatchewan Junior Hockey League teilnehmen zu können. Nachdem die SJHL den Bombers erlaubte auch außerhalb von Saskatchewan ein Franchise zu betreiben, siedelte die Mannschaft 1986 wieder nach Flin Flon um, wo es seither unter dem ursprünglichen Namen Flin Flon Bombers spielt.

## Saisonstatistik (WHL)
Abkürzungen: GP = Spiele, W = Siege, L = Niederlagen, T = Unentschieden, OTL = Niederlagen nach Overtime SOL = Niederlagen nach Shootout, Pts = Punkte, GF = Erzielte Tore, GA = Gegentore, PIM = Strafminuten
| Saison  | GP | W  | L  | T  | OTL | SOL | Pts | GF  | GA  | Platz    | Playoffs                    |
| 1967–68 | 60 | 47 | 8  | 5  | —   | —   | 99  | 361 | 143 | 1., WHL  | Niederlage im Finale        |
| 1968–69 | 60 | 47 | 13 | 0  | —   | —   | 94  | 343 | 159 | 1., East | Ed Chynoweth Cup            |
| 1969–70 | 60 | 42 | 18 | 0  | —   | —   | 84  | 257 | 176 | 1., East | Ed Chynoweth Cup            |
| 1970–71 | 66 | 41 | 23 | 2  | —   | —   | 84  | 306 | 224 | 2., East | Niederlage im Finale        |
| 1971–72 | 68 | 31 | 36 | 1  | —   | —   | 63  | 265 | 307 | 8., WHL  | Niederlage im Viertelfinale |
| 1972–73 | 68 | 39 | 19 | 10 | —   | —   | 88  | 334 | 228 | 2., East | Niederlage im Halbfinale    |
| 1973–74 | 68 | 34 | 21 | 13 | —   | —   | 81  | 322 | 259 | 2., East | Niederlage im Viertelfinale |
| 1974–75 | 70 | 19 | 42 | 9  | —   | —   | 47  | 262 | 389 | 6., East | nicht qualifiziert          |
| 1975–76 | 72 | 18 | 44 | 10 | —   | —   | 46  | 279 | 441 | 6., East | nicht qualifiziert          |
| 1976–77 | 72 | 16 | 42 | 14 | —   | —   | 46  | 294 | 411 | 3., East | nicht qualifiziert          |
| 1977–78 | 72 | 33 | 30 | 9  | —   | —   | 75  | 396 | 380 | 6., East | Niederlage im Halbfinale    |

## Ehemalige Spieler
Folgende Spieler, die für die Flin Flon Bombers aktiv waren, spielten im Laufe ihrer Karriere in der National Hockey League:
- Murray Anderson
- Steve Andrascik
- Ron Andruff
- Chuck Arnason
- Ron Barkwell
- Wayne Bianchin
- Ken Block
- Gene Carr
- Bobby Clarke
- Kim Clackson
- Cam Connor
- Jordy Douglas
- Gerry Ehman
- George Forgie
- Dale Fox
- Jean Gauthier
- Paddy Ginnell
- Ted Hampson
- Gerry Hart
- Doug Hicks
- Glenn Hicks
- Garry Howatt
- Danny Johnson
- Robert Kabel
- Mickey Keating
- George Konik
- Orland Kurtenbach
- Reggie Leach
- Ray Martyniuk
- Jack McIlhargey
- Lew Morrison
- Ray Neufeld
- Mel Pearson
- Cliff Pennington
- Dennis Polonich
- Tracy Pratt
- Larry Romanchych
- Duane Rupp
- Pat Rupp
- John Stewart
- Blaine Stoughton
- Chris Worthy

## Team-Rekorde (WHL)

### Karriererekorde
Spiele: 257  Mark Davidson
Tore: 163  Blaine Stoughton
Assists: 238  Al Hillier
Punkte: 333  Blaine Stoughton
Strafminuten: 641  Ray Markham